# Усачёва, Дарья Романовна
Да́рья Рома́новна Усачёва (род. 22 мая 2006, Хабаровск) — российская фигуристка, выступавшая в одиночном катании. Серебряный призёр Гран-при США (2021), бронзовый призёр Кубка России (2021), серебряный призёр чемпионата мира среди юниоров (2020), бронзовый призёр финала юниорского Гран-при (2019).
Мастер спорта России (2021).

## Спортивная карьера

### Начало
Дарья Романовна Усачева родилась 22 мая 2006 года в Хабаровске. Впервые на коньки Даша встала в 3 года. Но Дальний Восток не совсем подходил для воспитания фигуристов, поэтому родители приняли решение переехать в Москву. 
После переезда поступила в Центр спорта и образования «Самбо-70» в группу Оксаны Булычевой. Через год сделала попытку перейти к Этери Тутберидзе, но не владела тройными прыжками и её не приняли, поэтому она продолжила тренировки в группе Анны Царёвой.
По состоянию на 2021 год тренируется в отделении «Хрустальный» московского центра спорта и образования «Самбо-70» под руководством Этери Тутберидзе, Сергея Дудакова и Даниила Глейхенгауза.

### Среди юниоров

#### Сезон 2018—2019
В начале 2019 года выступила на первенстве России среди юниоров и стала 10-й.

#### Сезон 2019—2020
В сезоне 2019/2020 дебютировала в юниорской серии Гран-при — сначала выступила на латвийском этапе, где взяла серебро, затем на хорватском, где также взяла серебро. С этими результатами вышла в декабрьский финал, где завоевала бронзовую медаль.
Ранее, в октябре, завоевала золото среди юниорок на мемориале Дениса Тена.
В начале февраля 2020 года завоевала бронзу на первенстве России среди юниоров и по итогу вместе с Камилой Валиевой и Майей Хромых представила страну на юниорском чемпионате мира в Таллине, где стала 2-й.

#### Сезон 2020—2021
В сезоне 2020/2021 впервые выступила на взрослом Кубке России.
В декабре 2020 года дебютировала на взрослом чемпионате России. После короткой программы шла 3-й, но в итоге, несмотря на чистый прокат произвольной, стала 4-й.
В феврале 2021 года приняла участие в командном Кубке Первого канала в команде Алины Загитовой.
В конце того же месяца выступила в финале Кубка России и завоевала бронзу, уступив только Камиле Валиевой и Майе Хромых и обойдя занявшую 4-е место Елизавету Туктамышеву.

### Среди взрослых

#### Сезон 2021—2022
В сентябре 2021 года на контрольных прокатах сборной России по фигурному катанию проходивших в Челябинске, Дарья Усачёва показала программы на новый сезон: короткую программу под саундтрек из мюзикла «Величайший шоумен» и произвольную программу под арию «Nessun Dorma» из оперы «Турандот».
В октябре дебютировала на взрослых международных соревнованиях на этапе серии Гран-при «Skate America 2021», где стала второй, уступив Александре Трусовой.
В ноябре должна была выступить на четвёртом этапе Гран-при NHK Trophy в Японии, но во время разминки перед короткой программой получила травму ноги и была вынуждена сняться с турнира. При попытке исполнения прыжка произошел отрыв связки внутренней мышцы правой ноги в зоне роста бедренной кости.
На момент получения травмы на Гран-при Японии в ноябре 2021 года Усачёвой было пятнадцать лет. Она стала одной из многих учениц Этери Тутберидзе, получивших серьёзные травмы в подростковом возрасте. Спустя несколько месяцев она вернулась к тренировкам, но в соревнованиях больше не участвовала. В 2023 году ушла от Тутберидзе. После завершения карьеры в сентябре 2023 года стала тренером в школе Аделины Сотниковой SotkaSchool.

## Программы
| Сезон     | Короткая программа                                                                                        | Произвольная программа | Показательные номера                                                                       |
| --------- | --- | --- | ------------------------------------------------------------------------------------------ |
| 2021—2022 | - «Never Enough» (из фильма «Величайший шоумен»)                                                          | - «Nessun Dorma» (из оперы «Турандот») Джакомо Пуччини | - «One day I’ll fly away» (из фильма «Мулен Руж!») Николь Кидман                           |
| 2020—2021 | - «One day I’ll fly away» (из фильма «Мулен Руж!») Николь Кидман                                          | - «O Verona» (из фильма «Ромео + Джульетта») Крэйг Армстронг - «Come, Gentle Night» (из фильма «Ромео и Джульетта») Абель Коженёвский - «Montagues and Capulets» (из фильма «Ромео и Джульетта») Сергей Прокофьев | - «Je suis malade» в исполнении Лары Фабиан                                                |
| 2019—2020 | - «Please Don’t Make Me Love You» (из мюзикла «Дракула») Фрэнк Уайлдхорн, Джереми Робертс и Кэтрин Шиндл  | - «Je suis malade» в исполнении Лары Фабиан | - «James Bond Theme» Джон Барри - «Skyfall» Адель (из фильма «007: Координаты „Скайфолл“») |
| 2018—2019 | - «Please Don’t Make Me Love You» (из мюзикла «Дракула») Фрэнк Уайлдхорн, Джереми Робертс и Кэтрин Шиндл  | - «James Bond Theme» Джон Барри - «Skyfall» Адель (из фильма «007: Координаты „Скайфолл“») |                                                                                            |
| 2017—2018 | - «Fantasia for Violin and Orchestra» (из фильма «Дамы в лиловом») Найджел Хесс в исполнении Джошуа Белла | - «Лебединое озеро» Пётр Ильич Чайковский |                                                                                            |

## Спортивные достижения
| Соревнования                        | 18/19                        | 19/20                        | 20/21                        | 21/22                        |
| Международные индивидуальные        | Международные индивидуальные | Международные индивидуальные | Международные индивидуальные | Международные индивидуальные |
| ----------------------------------- | ---------------------------- | ---------------------------- | ---------------------------- | ---------------------------- |
| Этапы Гран-при. Skate America       |                              |                              |                              | 2                            |
| Этапы Гран-при. NHK Trophy          |                              |                              |                              | WD                           |
| Национальные индивидуальные         |                              |                              |                              |                              |
| Чемпионаты России                   |                              |                              | 4                            |                              |
| Финалы Кубка России                 | 2 юн.                        |                              | 3                            |                              |
| Первенство России среди юниоров     | 10                           | 3                            |                              |                              |
| Этапы Кубка России. I этап          | 2 юн.                        |                              |                              |                              |
| Этапы Кубка России. II этап         | 1 юн.                        |                              | 3                            |                              |
| Этапы Кубка России. III этап        |                              | 1 юн.                        | 2                            |                              |
| Спартакиада учащихся России         |                              | 2                            |                              |                              |
| Национальные командные              |                              |                              |                              |                              |
| Кубок Первого канала                |                              |                              | 1                            |                              |
| Международные среди юниоров         |                              |                              |                              |                              |
| Чемпионаты мира среди юниоров       |                              | 2                            |                              |                              |
| Финалы юниорского Гран-при          |                              | 3                            |                              |                              |
| Этапы юниорского Гран-при. Хорватия |                              | 2                            |                              |                              |
| Этапы юниорского Гран-при. Латвия   |                              | 2                            |                              |                              |
| Denis Ten Memorial Challenge        |                              | 1                            |                              |                              |

## Ведомственные награды
- Мастер спорта России (2021)[27].